# Age Out
Age Out (bra: Eu Não Posso Esperar)(anteriormente intitulado Friday's Child) é um filme de 2018 escrito e dirigido por AJ Edwards e estrelado por Tye Sheridan e Imogen Poots. Gus Van Sant atuou como produtor executivo do filme.
Teve sua estreia no South by Southwest 2018.
No Brasil, foi lançado como um título exclusivo do serviço de streaming Looke em 1 de setembro de 2022.

## Elenco
- Tye Sheridan - Richie
- Imogen Poots - Joan
- Caleb Landry Jones - Swim
- Jeffrey Wright - Detetive Portnoy
- Brett Butler - Sr. LaField

## Recepção
No agregador de críticas dos Estados Unidos, o Metacritic, que calcula as notas das opiniões usando somente uma média aritmética ponderada de determinados veículos de comunicação em maior parte da grande mídia, o filme tem 4 avaliações da imprensa anexadas no site e uma pontuação de 63 entre 100, com a indicação de "revisões geralmente favoráveis".
No The Hollywood Reporter, John de Fore disse que "Age Out está além da sombra lançada por esses artistas; é seu próprio filme forte e, quaisquer que sejam as falhas que possa ter, merece um lançamento muito mais visível do que está recebendo."